# Thymoites guanicae
Thymoites guanicae es una especie de araña araneomorfa del género Thymoites, familia Theridiidae. Fue descrita científicamente por Petrunkevitch en 1930.
Habita en México (Antillas Mayores).